# El Ocotito (Guerrero)
Pour les articles homonymes, voir El Ocotito.
El Ocotito, parfois seulement appelé Ocotito, est un village mexicain de l'État du Guerrero, situé entre les villes d'Acapulco et de Chilpancingo. La localité est la troisième plus grande de la municipalité de Chilpancingo de los Bravo, après Chilpancingo et Petaquillas (es).

## Géographie
El Ocotito est situé à 714 mètres d'altitude.

## Histoire

### Guerre de la drogue au Mexique
En 2014, plusieurs groupes criminels ont envahi la vallée de l'Ocotito, comprenant les villes d'El Ocotito et de Buena Vista de la Salud (sr), commettant des crimes comme le viol, l'extorsion et la vente de drogues. Des groupes d'autodéfense (en) ont été créés pour contrer ceux-ci, comme celui de Jerónimo, qui raconte avoir du faire face à quatre attaques armées des groupes criminels depuis les dernières années. Cependant, les rivalités existent aussi entre les différents groupes d'autodéfenses, avec notamment une confrontation entre les groupes Upoeg et Fusdeg dans la localité de Mohoneras à l'Ocotito en mars 2021. En juin 2021, la gouverneure de l'état, Evelyn Salgado Pineda (es), annonçait l'installation de gardes nationales dans la vallée d'Ocotito, pour contrer la violence récurrente.

### Vie sociale
En septembre 2016, une manifestation d'employés du secteur du transport a lieu à Chilpancingo et dans les villes voisines, pour contrer la décision du gouvernement de saisir plusieurs de leurs véhicules, après une plainte déposée par les compagnies d'autobus de la région. Le comité du transport a finalement offert une entente avec les manifestants.  

## Économie
El Ocotito comprend un parc industriel très important dans l'État de Guerrero, connu pour sa manufacture automobile, en particulier d'autobus. 
En octobre 2012, le gouverneur Ángel Heladio Aguirre Rivero annonçait le début de la production d'autobus au parc industriel d'El Ocotito, produits à partir de chassis de Hyundai Motor et carrosseries par l'entreprise locale Diamante. Deux ans plus tard, le directeur du parc industriel, Julián López, annonce pouvoir sécuriser un financement de 300 millions $ MXN par Hyundai pour la production automobile à l'Ocotito. En 2014, le parc avait plus de 18 compagnies installées, en plus de 10 autres planifiant s'y installer.